# Curt Robert von Welck
Curt (Kurt) Robert Freiherr von Welck (* 31. Januar 1798 in Meißen; † 14. Juni 1866 in Oberlößnitz) war ein sächsischer Rittergutsbesitzer und Politiker.

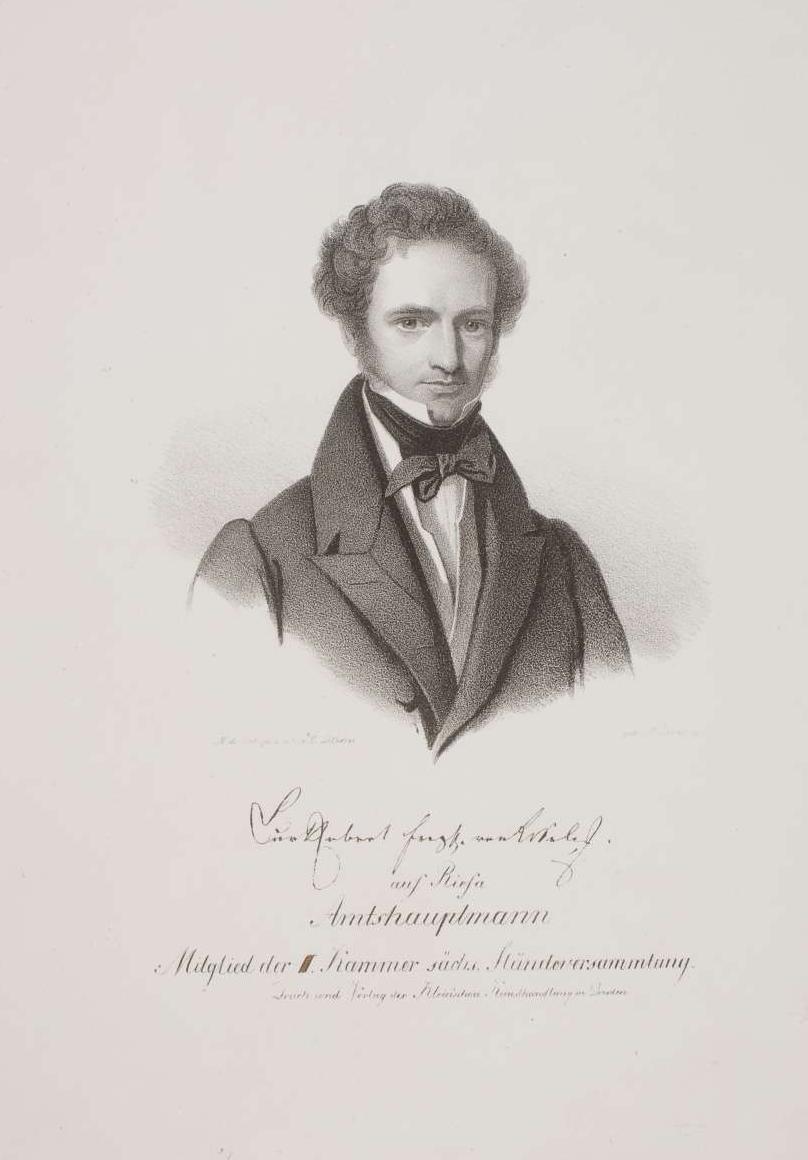
Curt Robert von Welck

## Leben und Wirken
Der Sohn des Kreisamtmanns Karl Wolfgang Maximilian Freiherr von Welck in Meißen und dessen zweiter Ehefrau Wilhelmine Friederike Henriette Gräfin von Seydewitz aus dem Hause Pülswerda erhielt seine erste Schulbildung durch einen Hauslehrer. Ab dem 16. Mai 1816 studierte er gemeinsam mit seinem Cousin Georg Rudolph von Welck an der Universität Leipzig und schloss dort schon zahlreiche freundschaftliche Kontakte zu adeligen Mitstudenten. Sein Studium schloss er am 19. Mai 1820 mit dem Examen ab.

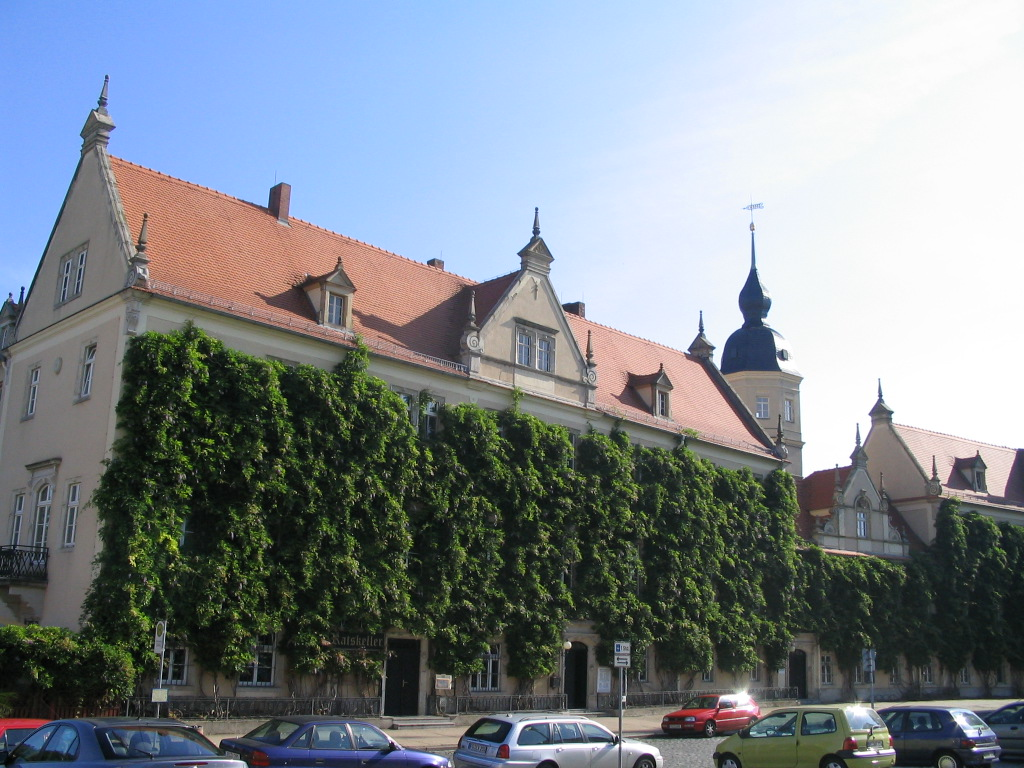
Das ehemalige Schloss und heutige Rathaus von Riesa

In den Jahren 1824, 1830 und 1831 nahm er als Vertreter der Allgemeinen Ritterstände des Erzgebirgischen Kreises an den sächsischen Ständeversammlungen teil. Dabei ist er als Rittergutsbesitzer auf Oberrabenstein genannt, das eigentlich seinem Halbbruder Georg Ludwig Freiherrn von Welck gehörte. Am 31. Dezember 1824 oder 1825 heiratete er Freiin Emma Luise von Beust (* 13. November 1805 in Gansgrün; † 27. Januar 1892 in Serkowitz). Im gleichen Jahr kaufte er gemeinsam mit seinem Bruder Georg, der ihm jedoch bereits 1826 seinen Anteil abtrat, für 220.000 Thaler das Rittergut Riesa, zu dem damals noch die Stadt als Herrschaftsgebiet gehörte. Von 1825 bis 1835 war Welck Amtmann von Rochlitz und saß in dieser Zeit auf dem benachbarten Gut Neutaubenheim. Anschließend war er von 1835 bis 1838 Amtshauptmann der Amtshauptmannschaft Rochlitz. Er zog sich nach Riesa zurück, wo er wiederum die Funktion des Amtshauptmanns übernahm, und trat zugleich das Amt des stellvertretenden Präsidenten der Stände des Meißnischen Kreises an. Später hatte er den Vorsitz dieses Gremiums inne. Auf dem ersten konstitutionellen Sächsischen Landtag des Jahres 1833/34 war er stellvertretender Abgeordneter der Rittergutsbesitzer der Meißner Kreises in der II. Landtagskammer. Als Rittergutsbesitzer durch königliche Ernennung gehörte er von 1836 bis 1864 der I. Kammer an. Er war zudem Kapitular des evangelischen Kollegiatstiftes Wurzen.
In Oberlößnitz ließ er sich 1861 inmitten der ihm gehörenden Gutsanlage durch den Baumeister „Ziller jun.“ (Moritz Ziller) ein gotisierendes, schlossartiges Herrenhaus mit Eckturm errichten. 1863 folgte nahe dem Herrenhaus ein ebenfalls von Ziller errichtetes neogotisches Remisengebäude (Nr. 34). Welck starb in Oberlößnitz.

## Familie
Er heiratete am 31. Dezember 1824 Freiin Emma Luise von Beust (* 13. November 1805 in Gansgrün; † 27. Januar 1892 in Serkowitz) aus dem Haus Thossfell. Das Paar hatte mehrere Kinder, darunter:
- Kurt Heinrich (* 27. Oktober 1827; † 30. Dezember 1908), Erbherr auf Liebau ⚭ Clara Weiß (* 11. August 1833; † 7. August 1862), Tochter des Fabrikanten Emil Weiß aus Langensalza. Deren Tochter Margarethe Anna Maria (* 2. Februar 1856 in Liebau; † 17. Dezember 1930) heiratete den Maler Max Nonnenbruch.
- Maria Elisabeth (* 8. September 1832; † 27. Februar 1900) ⚭ 1858 Robert von Welck (* 27. Februar 1828; † 22. Juli 1880)
- Maria Klementine (* 14. Juni 1835) ⚭ 1859 Ernst von Palm, Erbherr auf Linz und Bonikau
- Kurt Alfred (* 24. Mai 1838)
- Johann Georg (* 11. Dezember 1839; † 18. Februar 1912) ⚭ Margarete von Erdmannsdorff (* 18. Oktober 1856)

Kurt Ernst von Welck ist sein Enkel.

## Schriften
- Ordinarius senior et reliqui assessores facultatis iuridicae Lipsiensis examen quod vir ... Curtius Robertus Liber Baro de Welck ... gloriose superavit testantur: praemittitur quaestio LXXIV. 1820